# ウクライナの空港の一覧
ウクライナの空港（ウクライナ語:Аеропорт Україниアエロポールト・ウクライィーヌィ）は、ソ連時代に建設された空港・飛行場・ヘリポートをもとに構成されている。ウクライナの独立後に国際空港化した空港も数多くあり、各地方の玄関口となっている。ウクライナでは、長距離移動に際する交通手段として鉄道に次いで航空会社が利用されており、小規模空港を含め数多くの空港が存在する。

## ウクライナの主な空港
| 都市                         | 州                             | ICAO | IATA | 空港名                               | 地理座標                                                                | 備考     |
| ---------------------------- | ------------------------------ | ---- | ---- | ------------------------------------ | ----------------------------------------------------------------------- | -------- |
| キーウ                       | キーウ州                       | UKBB | KBP  | ボルィースピリ国際空港               | 北緯50度20分41秒 東経30度53分36秒 / 北緯50.34472度 東経30.89333度       | 官民共用 |
| テルノーピリ                 | テルノーピリ州                 | UKLT | TNL  | テルノーピリ空港                     | 北緯49度31分30秒 東経25度42分00秒 / 北緯49.52500度 東経25.70000度       |          |
| ベルジャーンシク             | ザポリージャ州                 | UKDB | ERD  | ベルジャーンシク空港                 | 北緯46度48分53秒 東経36度45分29秒 / 北緯46.81472度 東経36.75806度       |          |
| ヴィーンヌィツャ             | ヴィーンヌィツャ州             | UKWW | VIN  | ヴィーンヌィツャ空港                 | 北緯49度14分23秒 東経28度36分50秒 / 北緯49.23972度 東経28.61389度       |          |
| ドニプロ                     | ドニプロペトローウシク州       | UKDD | DNK  | ドニプロ国際空港                     | 北緯48度21分26秒 東経35度06分02秒 / 北緯48.35722度 東経35.10056度       | 公共     |
| ドネツィク                   | ドネツィク州                   | UKCC | DOK  | ドネツィク国際空港                   | 北緯48度04分30秒 東経37度43分32秒 / 北緯48.07500度 東経37.72556度       |          |
| ザポリージャ                 | ザポリージャ州                 | UKDE | OZH  | ザポリージャ国際空港                 | 北緯47度52分01秒 東経35度18分57秒 / 北緯47.86694度 東経35.31583度       |          |
| イヴァーノ＝フランキーウシク | イヴァーノ＝フランキーウシク州 | UKLI | IFO  | イヴァーノ＝フランキーウシク国際空港 | 北緯48度53分03秒 東経24度41分10秒 / 北緯48.88417度 東経24.68611度       | 公共     |
| イズマイール                 | オデッサ州                     | UKOI | -    | イズマイール空港                     | 北緯45度23分44秒 東経28度48分05秒 / 北緯45.39556度 東経28.80139度       |          |
| キーウ                       | キーウ                         | UKKK | IEV  | キーウ・ジュリャーヌィ国際空港       | 北緯50度24分06秒 東経30度27分06秒 / 北緯50.40167度 東経30.45167度       | 公共     |
| クロピヴニツキー             | キロヴォフラード州             | UKKG | KGO  | キロヴォフラード空港                 | 北緯48度32分34秒 東経32度17分06秒 / 北緯48.54278度 東経32.28500度       |          |
| クルィヴィーイ・リーフ       | ドニプロペトローウシク州       | UKDR | KWG  | クルィヴィーイ・リーフ空港           | 北緯48度02分35秒 東経33度12分25秒 / 北緯48.04306度 東経33.20694度       |          |
| ルハーンシク                 | ルハーンシク州                 | UKCW | VSG  | ルハーンシク空港                     | 北緯48度25分04.8秒 東経39度22分26.4秒 / 北緯48.418000度 東経39.374000度 |          |
| リヴィウ                     | リヴィウ州                     | UKLL | LWO  | リヴィウ国際空港                     | 北緯49度48分45秒 東経23度57分22秒 / 北緯49.81250度 東経23.95611度       | 官民共用 |
| マリウポリ                   | ドネツィク州                   | UKCM | MPW  | マリウポリ国際空港                   | 北緯47度04分34秒 東経37度26分58秒 / 北緯47.07611度 東経37.44944度       |          |
| ムィコラーイウ               | ムィコラーイウ州               | UKON | NLV  | ムィコラーイウ空港                   | 北緯47度03分29秒 東経31度55分15秒 / 北緯47.05806度 東経31.92083度       |          |
| オデッサ                     | オデッサ州                     | UKOO | ODS  | オデッサ国際空港                     | 北緯46度25分37秒 東経30度40分41秒 / 北緯46.42694度 東経30.67806度       | 軍民共用 |
| リマーンシケ                 | オデッサ州                     | UKOM | -    | リマーンシケ空港                     | 北緯46度40分08秒 東経30度00分40秒 / 北緯46.66889度 東経30.01111度       |          |
| ポルタヴァ                   | ポルタヴァ州                   | UKHP | PLV  | ポルタヴァ空港                       | 北緯49度34分26秒 東経34度23分55秒 / 北緯49.57389度 東経34.39861度       |          |
| リウネ                       | リウネ州                       | UKLR | RWN  | リウネ空港                           | 北緯50度36分26秒 東経26度08分30秒 / 北緯50.60722度 東経26.14167度       |          |
| スームィ                     | スームィ州                     | UKHS | UMY  | スームィ空港                         | 北緯50度51分30秒 東経34度45分45秒 / 北緯50.85833度 東経34.76250度       |          |
| ウージュホロド               | ザカルパッチャ州               | UKLU | UDJ  | ウージュホロド国際空港               | 北緯48度38分03秒 東経22度15分48秒 / 北緯48.63417度 東経22.26333度       |          |
| チェルニウツィー             | チェルニウツィー州             | UKLN | CWC  | チェルニウツィー国際空港             | 北緯48度15分32秒 東経25度58分52秒 / 北緯48.25889度 東経25.98111度       |          |
| ハルキウ                     | ハルキウ州                     | UKHH | HRK  | ハルキウ国際空港                     | 北緯49度55分29秒 東経36度17分24秒 / 北緯49.92472度 東経36.29000度       |          |
| ヘルソン                     | ヘルソン州                     | UKOH | KHE  | ヘルソン国際空港                     | 北緯46度40分05秒 東経32度30分08秒 / 北緯46.66806度 東経32.50222度       |          |
| フメリニツキー               | フメリニツキー州               | UKLH | HMJ  | フメリニツキー空港                   | 北緯49度21分36秒 東経26度56分00秒 / 北緯49.36000度 東経26.93333度       |          |